# Mataránga (Kardítsa)
Mataránga, en grec moderne : Ματαράγκα, est un village du dème de Sofádes, district régional de Kardítsa, en Thessalie, Grèce.
Selon le recensement de 2011, la population du village s'élève à 1 421 habitants.